# Saint-Germain-d’Arcé
Saint-Germain-d’Arcé ist eine französische Gemeinde mit 346 Einwohnern (Stand: 1. Januar 2022) im Département Sarthe in der Region Pays de la Loire. Sie gehört zum Arrondissement La Flèche und zum Kanton Le Lude. Die Einwohner werden Arcéens genannt.

## Geographie
Saint-Germain-d’Arcé liegt etwa 42 Kilometer südsüdöstlich von Le Mans am Fluss Fare. Umgeben wird Saint-Germain-d’Arcé von den Nachbargemeinden Vaas im Norden und Nordosten, La Bruère-sur-Loir im Nordosten, Chenu im Osten, Villiers-au-Bouin im Süden, La Chapelle-aux-Choux im Westen sowie Aubigné-Racan im Nordwesten.

## Bevölkerungsentwicklung
| Jahr                       | 1962 | 1968 | 1975 | 1982 | 1990 | 1999 | 2006 | 2017 |
| Einwohner                  | 592  | 493  | 430  | 376  | 352  | 347  | 357  | 335  |
| Quellen: Cassini und INSEE |      |      |      |      |      |      |      |      |

## Sehenswürdigkeiten
- Dolmen von Amenon, Monument historique seit 1976
- Kirche Saint-Germain aus dem 16. Jahrhundert
- Schloss Amenon

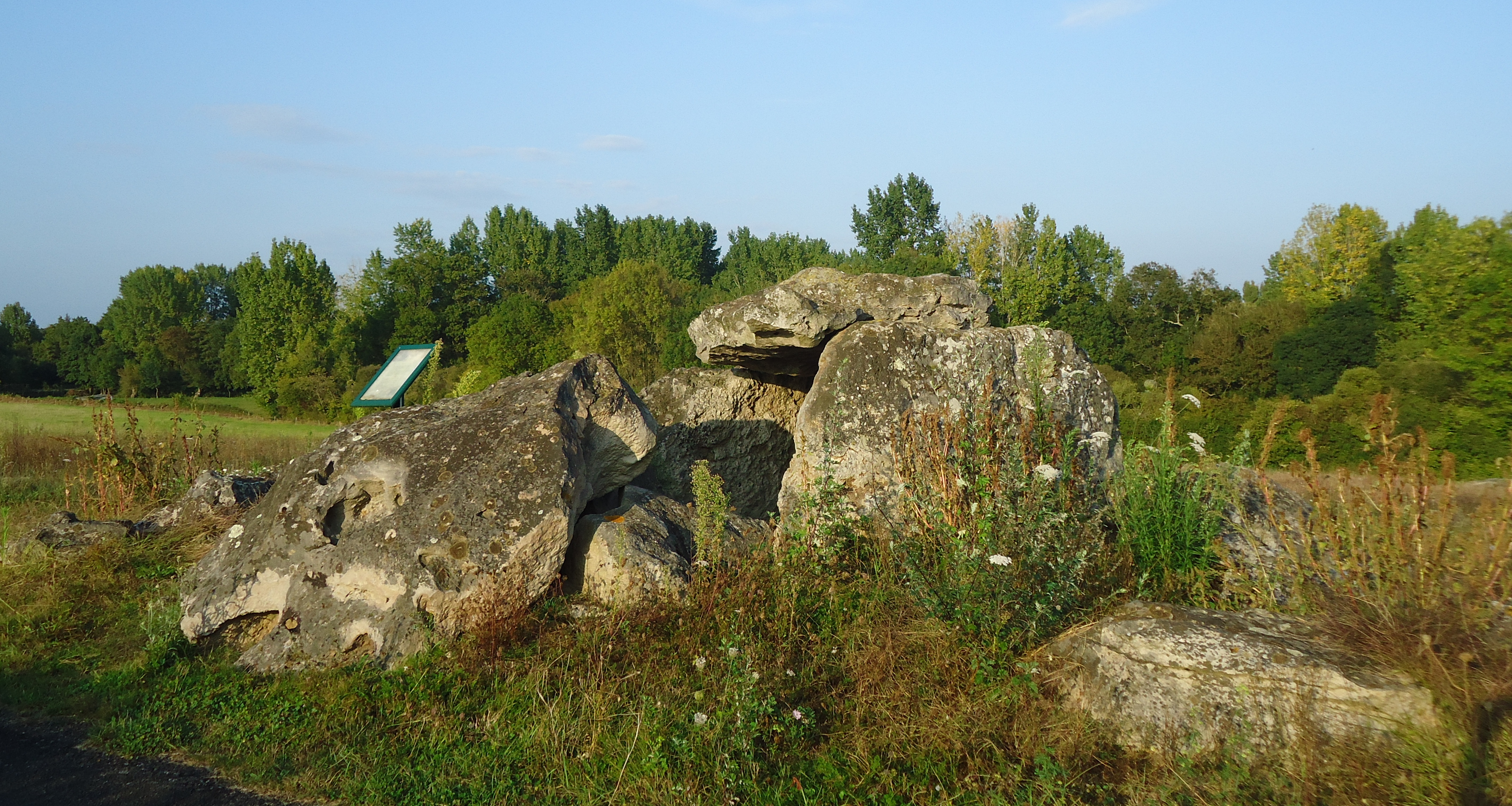
Dolmen von Amenon
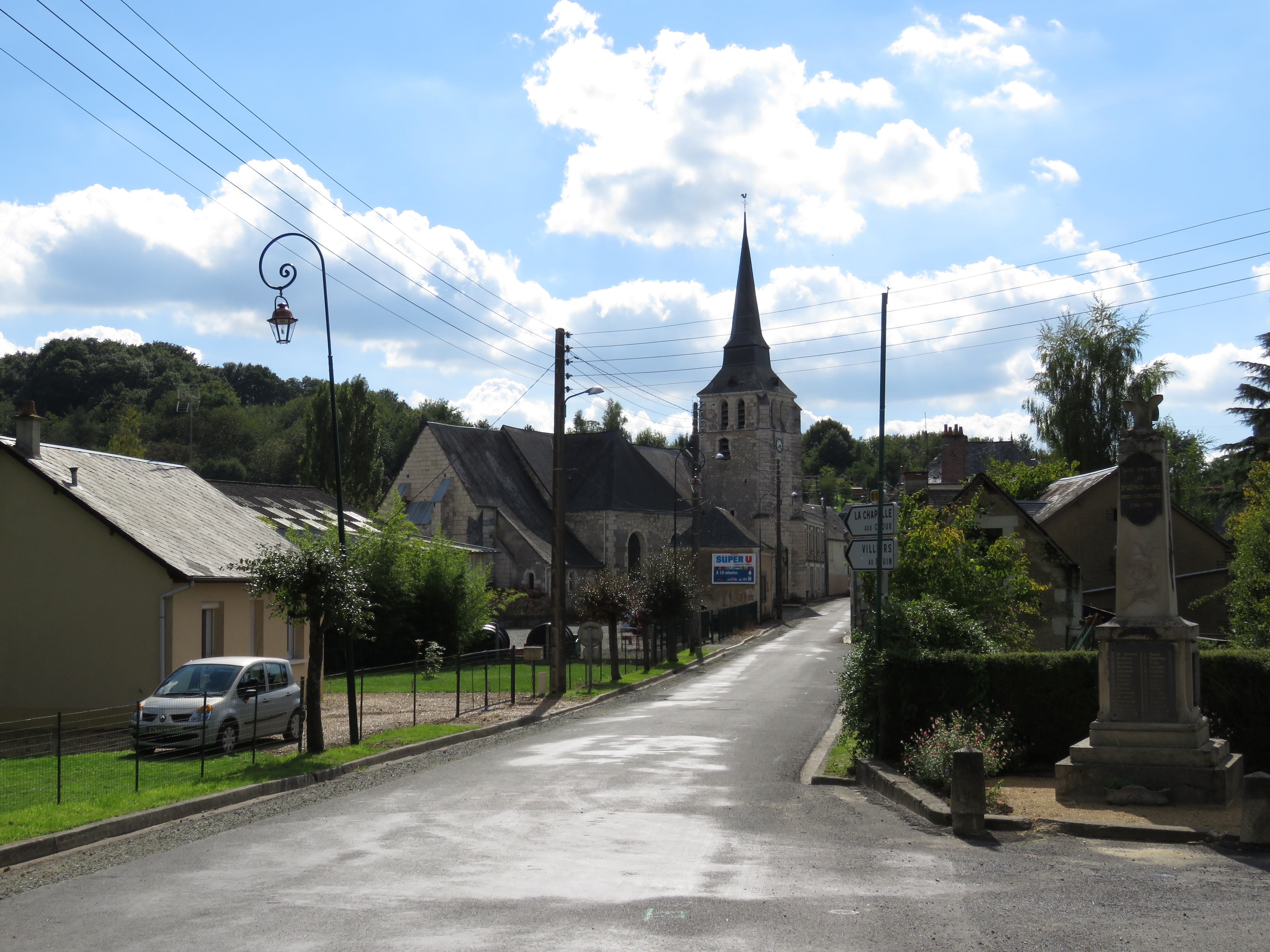
Kirche Saint-Germain